# Havraň (district de Most)
Havraň (en allemand : Hawran) est une commune du district de Most, dans la région d'Ústí nad Labem, en Tchéquie. Sa population s'élevait à 720 habitants en 2021.

## Géographie
Havraň se trouve à 7 km au sud-ouest de Most, à 40 km au sud-ouest d'Ústí nad Labem et à 73 km au nord-ouest de Prague.
La commune est limitée par Malé Březno au nord, par Lišnice et Výškov à l'est, par Blazim et Velemyšleves au sud, et par Strupčice à l'ouest.

## Histoire
La première mention écrite du village remonte à 1281.

## Administration
La commune se compose de trois quartiers :
- Havraň
- Moravěves
- Saběnice

## Patrimoine
Patrimoine religieux

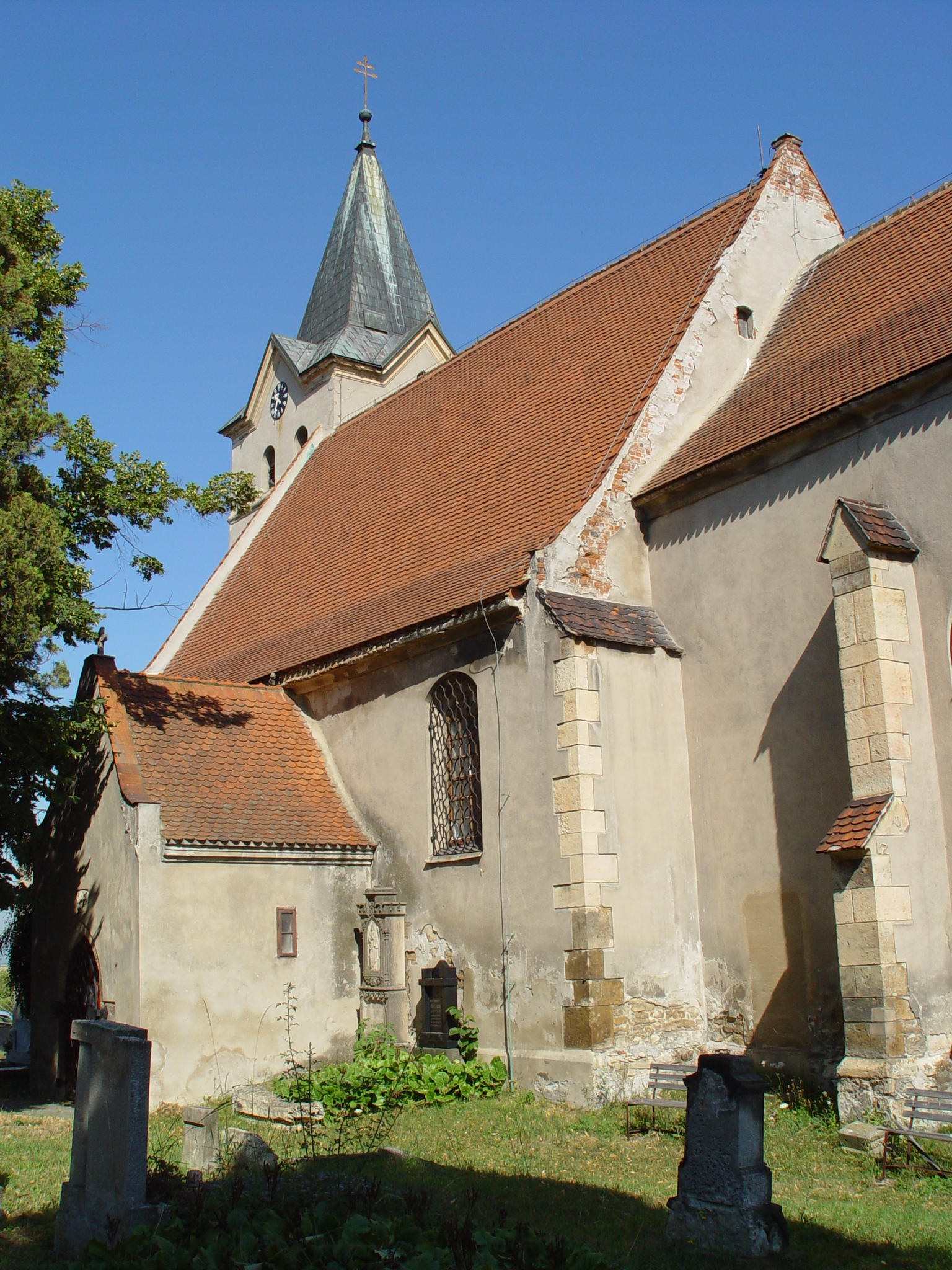
Église à Havraň.
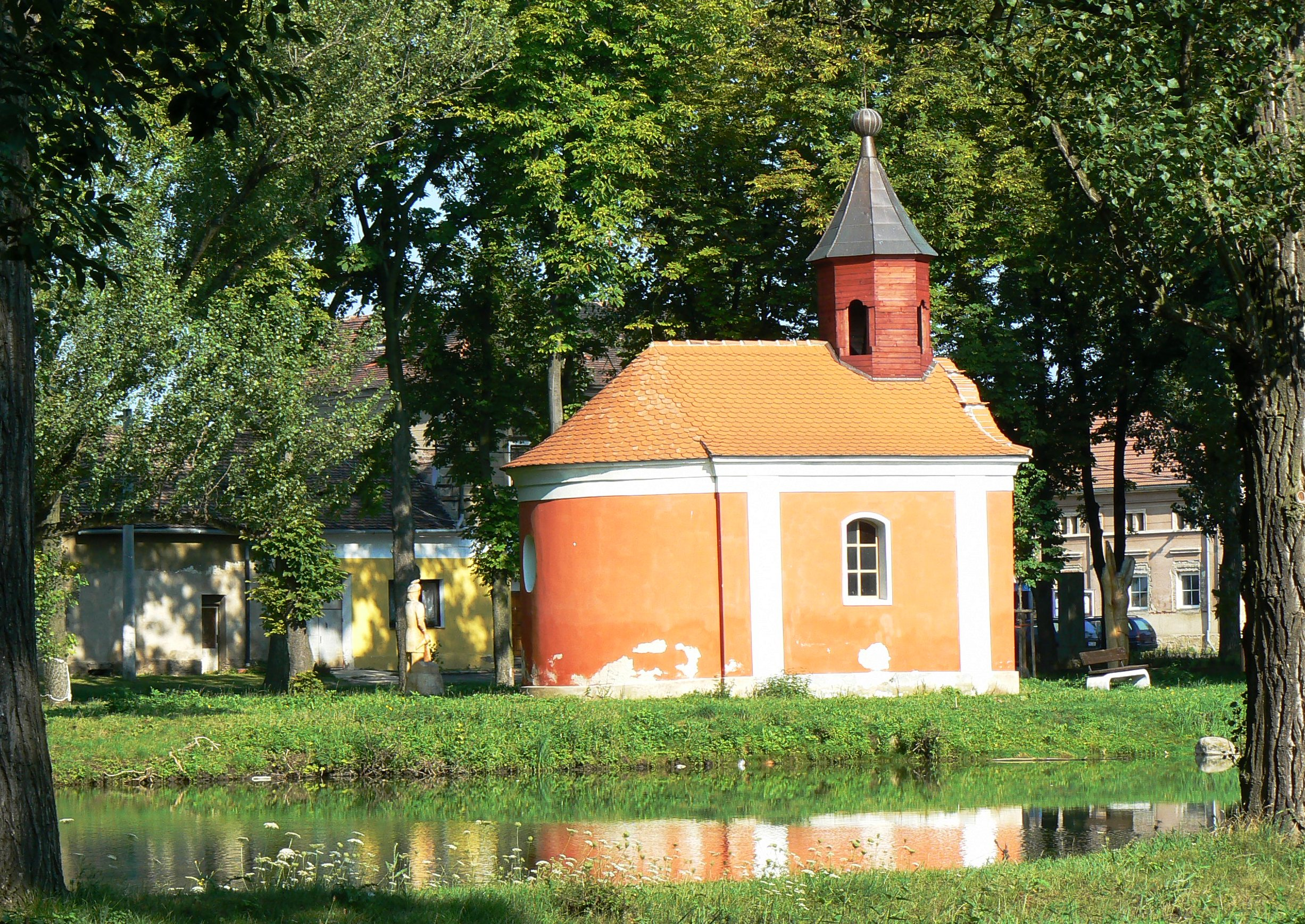
Chapelle à Moravěves.

## Transports
Par la route, Havraň se trouve à 7 km de Most, à 51 km d'Ústí nad Labem et à 82 km de Prague.